# Valentin Rosier
Valentin André Henri Rosier (Montauban, 19 augustus 1996) is een Frans-Guadeloups voetballer die doorgaans speelt als rechtsback. In juli 2025 verruilde hij Leganés voor Osasuna.

## Clubcarrière
Rosier speelde in de jeugd van FC Albiassain, Montauban FC, Toulouse, Terrasses Du Tarn en Rodez. Bij die laatste club speelde hij ook een seizoen in het eerste elftal alvorens hij in 2016 transfervrij aangetrokken werd door Dijon. Zijn professionele debuut voor Dijon maakte de rechtsback op 30 april 2017, toen met 0–0 gelijkgespeeld werd tegen Girondins Bordeaux. Hij mocht van coach Olivier Dall'Oglio in de basis beginnen en speelde de volledige negentig minuten mee. In december 2017 verlengde Rosier zijn contract bij Dijon tot medio 2022.
In de zomer van 2019 werd Rosier voor een bedrag van circa vijf miljoen euro aangetrokken door Sporting CP, waar hij zijn handtekening zette onder een verbintenis voor de duur van vijf seizoenen. De rechtsback speelde negen competitiewedstrijden in zijn eerste seizoen in Portugal en werd daarop voor een jaar verhuurd aan Beşiktaş. Na een jaar zou hij terugkeren naar Lissabon, maar Beşiktaş wist hem voor nog een seizoen extra op huurbasis vast te leggen. Medio 2022 verkaste Rosier definitief naar Beşiktaş, waar hij voor drie jaar tekende.
In januari 2024 keerde hij terug naar Frankrijk, waar OGC Nice hem huurde tot het einde van het seizoen. In Zuid-Frankrijk speelde hij drie competitieduels. In de zomer van 2024 verkaste Rosier transfervrij naar Leganés, waar hij voor één jaar tekende. Na afloop van dit contract vertrok hij weer bij Leganés, want hij stapte transfervrij over naar Osasuna en kreeg daar een contract voor drie seizoenen.

## Clubstatistieken
| Seizoen | Club        | Competitie       | Competitie | Competitie | Beker | Beker | Internationaal | Internationaal | Totaal | Totaal |
| Seizoen | Club        | Competitie       | Wed.       | Dlp.       | Wed.  | Dlp.  | Wed.           | Dlp.           | Wed.   | Dlp.   |
| ------- | ----------- | ---------------- | ---------- | ---------- | ----- | ----- | -------------- | -------------- | ------ | ------ |
| 2015/16 | Rodez       | CFA              | 26         | 0          | 0     | 0     | —              | —              | 26     | 0      |
| 2016/17 | Dijon       | Ligue 1          | 3          | 0          | 1     | 0     | —              | —              | 4      | 0      |
| 2017/18 | Dijon       | Ligue 1          | 36         | 0          | 1     | 0     | —              | —              | 37     | 0      |
| 2018/19 | Dijon       | Ligue 1          | 18         | 0          | 1     | 0     | —              | —              | 19     | 0      |
| 2019/20 | Sporting CP | Primeira Liga    | 9          | 0          | 1     | 0     | 5              | 0              | 15     | 0      |
| 2020/21 | → Beşiktaş  | Süper Lig        | 33         | 1          | 4     | 2     | —              | —              | 37     | 3      |
| 2021/22 | → Beşiktaş  | Süper Lig        | 31         | 1          | 3     | 1     | 5              | 0              | 39     | 2      |
| 2022/23 | Beşiktaş    | Süper Lig        | 27         | 1          | 2     | 0     | —              | —              | 26     | 1      |
| 2023/24 | Beşiktaş    | Süper Lig        | 12         | 0          | 0     | 0     | 9              | 0              | 21     | 0      |
| 2023/24 | → OGC Nice  | Ligue 1          | 3          | 0          | 0     | 0     | —              | —              | 3      | 0      |
| 2024/25 | Leganés     | Primera División | 32         | 1          | 4     | 0     | —              | —              | 36     | 1      |
| 2025/26 | Osasuna     | Primera División | 0          | 0          | 0     | 0     | —              | —              | 0      | 0      |
| Totaal  | Totaal      | Totaal           | 249        | 4          | 17    | 3     | 19             | 0              | 285    | 7      |

Bijgewerkt op 1 juli 2025.

## Erelijst
| Süper Lig      | 1 | 2020/21 |
| Türkiye Kupası | 1 | 2020/21 |
| Süper Kupa     | 1 | 2021    |